# Mycocaliciales
Die Mycocaliciales sind eine Ordnung der Schlauchpilze, die eine eigene Unterklasse Mycocaliciomycetidae bilden.

## Merkmale
Die Arten bilden scheibenförmige, gestielte oder sitzende Fruchtkörper (Ascomata). Das Excipulum ist becherförmig und wie die Stielhyphen zumindest teilweise sklerotisiert. Die Sporenausbreitung erfolgt aktiv, seltener passiv. In letzterem Fall besitzen die Ascomata ein Mazaedium. Der Ascus besitzt nur eine Wandschicht (ist unitunicat), zylindrisch und hat meist eine deutlich verdickte Spitze. Die Flechten werden daher durch ihr Aussehen zusammen mit den Caliciales und den Coniocybaceae Stecknadelflechten genannt. Es werden acht Ascosporen pro Ascus gebildet. Die Ascosporen sind hell- bis schwarz-braun, ellipsoidisch, rund oder würfelförmig, nicht oder bis zu siebenfach transvers septiert. Die Sporenwand ist pigmentiert, glatt oder ornamentiert. 
Einige Arten bilden Vulpinsäure. 
Die Anamorphe sind coelomycetisch oder hyphomycetisch.

## Lebensweise
Die Mycocaliciales leben als Parasiten, als Kommensalen auf Flechten oder als Saprobionten. 

## Systematik
Die Ordnung steht an der Basis der Klasse Eurotiomycetes. Das Kladogramm sieht folgendermaßen aus:
|  | \| \| Chaetothyriomycetidae \| \| \| \| \| \| Eurotiomycetidae \| \| \| \| |
|  |                                                                            |
|  | Mycocaliciales                                                             |
|  |                                                                            |
|  | Chaetothyriomycetidae                                                      |
|  |                                                                            |
|  | Eurotiomycetidae                                                           |
|  |                                                                            |

|  | Chaetothyriomycetidae |
|  |                       |
|  | Eurotiomycetidae      |
|  |                       |

Eriksson führt für die Ordnung zwei Familien:
- Mycocaliciaceae
  - Chaenothecopsis
  - Mycocalicium
  - Phaeocalicium
  - Stenocybe
- Sphinctrinaceae
  - Pyrgidium
  - Sphinctrina